# Days of Thunder (soundtrack)
Days of Thunder is de soundtrack van de film met dezelfde naam die werd uitgebracht op 26 juni 1990 in de Verenigde Staten door Geffen Records en internationaal door Epic Records. Het platenlabel La-La Land Records bracht op 5 november 2013 nog een soundtrack uit van de betreffende film in een andere samenstelling.

## Days of Thunder: Music from the Motion Picture Soundtrack (1990)
De soundtrack bevat popsongs waarvan onder meer de speciaal voor de film geschreven nummer 1-hit "Show Me Heaven" van Maria McKee. Het nummer "The Last Note of Freedom" die geschreven werd door Hans Zimmer, Billy Idol en David Coverdale, is gebaseerd op het hoofdthema van de originele filmmuziek van Hans Zimmer. Er waren ook al diverse bootlegs van de soundtrack Days of Thunder waarbij alleen de originele filmmuziek van Zimmer opstond, maar een officieel album verscheen pas op 5 november 2013. Het verschenen album uit 2013 bestaat net als bij de bootlegs volledig uit de filmmuziek van Zimmer, maar nu in andere samenstelling.

### Nummers
| Nr. | Titel                                 | Artiest(en)                 | Duur |
| --- | ------------------------------------- | --------------------------- | ---- |
| 1   | The Last Note of Freedom (Main Title) | David Coverdale             | 4:45 |
| 2   | Deal for Life                         | John Waite                  | 4:35 |
| 3   | Break Though the Barrier              | Tina Turner                 | 4:47 |
| 4   | Hearts in Trouble                     | Chicago                     | 5:16 |
| 5   | Trail of Broken Hearts                | Cher                        | 4:33 |
| 6   | Knockin' on Heaven's Door             | Guns N' Roses               | 5:35 |
| 7   | You Gotta Love Someone                | Elton John                  | 5:01 |
| 8   | Show Me Heaven                        | Maria McKee                 | 3:56 |
| 9   | Thunderbox                            | Apollo Smile                | 3:47 |
| 10  | Long Live the Night                   | Joan Jett & The Blackhearts | 3:55 |
| 11  | Gimme Some Lovin'                     | Terry Reid                  | 5:02 |

## Hitnoteringen

### NederlandseAlbum Top 100
| Hitnotering: 15-09-1990 t/m 08-12-1990 | Hitnotering: 15-09-1990 t/m 08-12-1990 | Hitnotering: 15-09-1990 t/m 08-12-1990 | Hitnotering: 15-09-1990 t/m 08-12-1990 | Hitnotering: 15-09-1990 t/m 08-12-1990 | Hitnotering: 15-09-1990 t/m 08-12-1990 | Hitnotering: 15-09-1990 t/m 08-12-1990 | Hitnotering: 15-09-1990 t/m 08-12-1990 | Hitnotering: 15-09-1990 t/m 08-12-1990 | Hitnotering: 15-09-1990 t/m 08-12-1990 | Hitnotering: 15-09-1990 t/m 08-12-1990 | Hitnotering: 15-09-1990 t/m 08-12-1990 | Hitnotering: 15-09-1990 t/m 08-12-1990 | Hitnotering: 15-09-1990 t/m 08-12-1990 | Hitnotering: 15-09-1990 t/m 08-12-1990 |
| Week:                                  | 1                                      | 2                                      | 3                                      | 4                                      | 5                                      | 6                                      | 7                                      | 8                                      | 9                                      | 10                                     | 11                                     | 12                                     | 13                                     |                                        |
| -------------------------------------- | -------------------------------------- | -------------------------------------- | -------------------------------------- | -------------------------------------- | -------------------------------------- | -------------------------------------- | -------------------------------------- | -------------------------------------- | -------------------------------------- | -------------------------------------- | -------------------------------------- | -------------------------------------- | -------------------------------------- | -------------------------------------- |
| Positie:                               | 99                                     | 89                                     | 81                                     | 75                                     | 70                                     | 60                                     | 52                                     | 46                                     | 41                                     | 41                                     | 59                                     | 62                                     | 78                                     | uit                                    |

## Days of Thunder: Music from the Motion Picture Soundtrack (2013)
De tweede officiële soundtrack van de gelijknamige film verscheen op 5 november 2013 door La-La Land Records. Het album bevat alleen geschreven (film)muziek van Hans Zimmer. Het orkest werd gedirigeerd door Shirley Walker. Een van de muzikanten bij de filmmuziek is de rockgitarist Jeff Beck.

### Nummers
| Nr           | Titel                                                  | Duur  |
| ------------ | ------------------------------------------------------ | ----- |
| 1            | Days of Thunder (Main Title)                           | 3:08  |
| 2            | Rowdy Drives / Who Is This Driver?                     | 2:06  |
| 3            | Let Me Drive / Cole Drives Rowdy's Car                 | 2:26  |
| 4            | Car Building                                           | 2:05  |
| 5            | Darlington / Cole Wins                                 | 4:47  |
| 6            | You're Home / Daytona - The Crash                      | 3:29  |
| 7            | The Hospital                                           | 2:20  |
| 8            | Wheelechair Race                                       | 0:37  |
| 9            | Rental Car Race                                        | 3:50  |
| 10           | Claire Arrives at Her Apartment                        | 1:55  |
| 11           | Physical Kiss                                          | 1:05  |
| 12           | Cole Blows His Engine                                  | 1:10  |
| 13           | Wheeler / Cole Smashes                                 | 2:25  |
| 14           | Cole at the Laundry / Cole Agrees to Drive Rowdy's Car | 2:11  |
| 15           | Cole and Harry Fight / Harry Talks to Car              | 2:52  |
| 16           | Cole In Truck / Pre-Race                               | 3:52  |
| 17           | The Last Race                                          | 10:20 |
| 18           | The Last Note of Freedom - David Coverdale             | 4:57  |
| Bonus tracks |                                                        |       |
| 19           | The Hospital (Alternate)                               | 2:21  |
| 20           | Wheelchair Race (Alternate)                            | 0:38  |
| 21           | Claire Arrives at Her Apartment (Alternate Ending)     | 1:53  |
| 22           | Cole Blows His Engine (Alternate)                      | 1:12  |
| 23           | Pre-Race (Alternate Mix)                               | 2:25  |
| 24           | Days of Thunder (Main Title) (Rock Arrangement)        | 4:59  |

## Bezetting
- Jeff Beck - Leadgitaar
- Paulinho da Costa - Percussie
- Kirke Godfrey - Drums
- Randy Jackson - Basgitaar
- Dean Parks - Gitaar (additioneel)
- Tim Pierce - Gitaar (additioneel)
- John Robinson - Drums
- Michael Thompson - Gitaar (additioneel)
- John Van Tongeren - Synthesizer (additioneel)
- Hans Zimmer - Synthesizer